# Витални знаци
Витални знаци  (ВЗ) су група од четири до шест најважнијих медицинских знакова који указују на стање основних функција (важних за одржавање живота) човековог тела.  Одређивање виталних знаковаа се примењује да би се обавила процена општег физичког здравља, да би се дале назнаке о могућим болестима и да би се показао напредак ка опоравку. Нормални опсег ових знакова варира у зависности од пола, старости, телесне тежине и других фактора здравља. Вредности педијатријски виталних знакова нису исти као витални знаци одраслих. 
Постоје четири примарна витална знака: телесна температура, крвни притисак, пулс (брзина откуцаја срца) и брзина дисања (фреквенција дисања), често означени као БТ, БП, ХР и РР. Међутим, у зависности од клиничког окружења, витални знаци могу укључивати и друга мерења која се називају „пети витални знак“ или „шести витални знак“.
Консензусом су предложени резултати раног упозорења који комбинују појединачне вредности виталних знакова у један резултат. Ово је учињено као показатељ погоршања виталних знакова које често претходи срчаном застоју и/или пријему у јединицу интензивне неге. Ако се на одговарајући начин користи, тим за брзу реакцију може брзо проценити и лечити пацијента са погоршањем ВЗ и тиме спречити нежељени исходи.

## Значај
Безбедност пацијената је основна брига у свакој здравственој организацији, а рано откривање било каквог клиничког погоршања је од највеће важности било да се пацијент налази у хитној помоћи или на неком одеаљењу болнице. Рано откривање промена виталних знакова типично је у корелацији са бржим откривањем промена у кардиопулмоналном статусу пацијента, као и надоградњом нивоа услуге ако је потребно. 
Процена виталних знакова тренутно све више користи електронску опрему, како у јединицама интензивне неге,  тако и у службама хитне помоћи на терену.
Значај ВЗ огледа се и томе да што је већа учесталост мерења виталних знакова, брже се откривају шансе за клиничко погоршање. Постоји варијабилност између института унутар и међу државама у зависности од тежинр клиничког стања, било које спроведене активне интервенције, количине расположивог особља, питања трошкова, организационих пракси и стилова руковођења. Пондерисани просечни резултат изведен из мерења виталних знакова (оцена раног упозорења) се користи за одређивање времена следећих скупова посматрања.

## Основне информације
Витални знаци се одређују објективним мерење есенцијалних физиолошких функција живог организма. Они имају назив "витални" јер је њихово мерење и процена кључни први корак за било коју клиничку процену. Први део клиничких прегледа је процена виталних знакова пацијента. Тријажа пацијената у хитној нези или у одељењу хитне помоћи заснива се на утврђивању виталних знакова јер указују на степен поремећаја који се дешава у односу на почетни ниво. 
Здравствени радници морају разумети различите физиолошке и патолошке процесе који утичу на ове скупове мерења и њихову правилну интерпретацију. Ако користимо метод тријаже где бирамо пацијенте без утврђивања њихових виталних знакова, то можда неће дати одраз хитности пацијентове презентације. Степен абнормалности виталних знакова такође може предвидети дугорочне здравствене исходе пацијената, повратне посете одељењу хитне помоћи и учесталост поновних пријема у болнице и коришћење ресурса здравствене заштите.
Традиционално, витални знаци се састоје од температуре, пулса, крвног притиска и брзине дисања. Иако постоји низ параметара који могу бити корисни заједно са традиционална четири параметра виталних знакова, студије су откриле да само пулсна оксиметрија и статус пушења имају значај у исходима пацијената.  Пулсна оксиметрија понекад помаже да се разјасне физиолошке функције пацијента, које би понекад биле нејасне провером само традиционалних виталних знакова. Укључивање пушачког статуса има премису да ће пацијенту бити пружено саветовање од стране пружаоца услуга о престанку пушења. У прошлости су неки здравствени системи у Сједињеним Америчким Државама користили „бол као пети витални знак“. Овај приступ је напуштен због ненамерне кризе са опиоидима са којом се земља тренутно суочава.

## Стандардни или примарни витални знаци
У већини медицинских установа, примењују се четири стандардна примарна витална знака:
- Температура тела
- Откуцаји срца (пулс)
- Брзина дисања
- Крвни притисак

Нормалне вредности за сваки од ових виталних знакова варирају у зависности од старости и, у неким случајевима, од пола. Такође се могу разликовати у зависности од тежине, способности вежбања и укупног здравља.
Код здравих одраслих особа у мировању, нормалне вредности виталних знакова су следеће [ 2 ]
- Температура тела: 36,5° до 37,3°; просечно 37°

- Откуцаји срца (пулс): 60-100 откуцаја у минути
- Брзина дисања: 12-18 удисаја у минути
- Крвни притисак: између 90/60 ммХг (дијастолни) и 120/80 ммХг (систолни)

### Температура тела
Температура тела је променљива, која је сложена и нелинеарна и на коју утичу многи извори унутрашњих и спољашњих варијабли. Нормална телесна температура за здраву одраслу особу је приближно 37,0°. Температура људског тела се обично креће од 36,5° до 37,5°.  Температура тела се регулише у хипоталамусу у уском термодинамичком опсегу и одржава да би се оптимизовао синаптички пренос биохемијских реакција.
Галилео је био први научник који је открио концепт термометара који је започео да се примењује у 16. веку. 
Данијел Фаренхајт је 1709. развио термометар напуњен алкохолом као и термометар напуњен живом.
Здравствени радници најчешће користе пазух, ректум, уста и бубну мембрану ува за мерење телесне температуре, а електронски и инфрацрвени термометри прате температуру на различитим локацијама (при чему трба имати у виду да свака локација има свој опсег, као и предности и недостатке). Познавање разлика специфичних за локацију је кључно у тумачењу резултата мерења. Друге најчешће коришћене методе су бубна температура, где термометар убацујемо у ушни канал, и аксиларна температура где термометар стављамо у пазух док приводимо руку пацијента. Обе ове локације су згодне, али се генерално сматрају мање тачним и стога се не препоручују.
За мерење ректалне температуре, термометар се убацује кроз анус у ректум након наношења вазелина. Овај метод је веома незгодан, али је мерење, веома је поуздан. Обично се сматра методом "златног стандарда" за бележење температуре. Температура црева, мерена уз помоћ прогутане пилуле, такође даје очитавања близу ректалне температуре. 
Поред локације, доба дана је суштински фактор који доводи до варијабилности у температурном рекорду, секундарно у односу на циркадијални ритам. Немогућност разматрања ове физиолошке дневне варијације температуре може довести до погрешног закључка да температура појединца указује на болесно стање када је то нормална температура у то доба дана. 
Поред промене са дневним варијацијама и менструалним варијацијама, релативна физичка спремност и старост особе могу утицати на степен промене температуре током дана. Истраживања показују да млађи пацијенти и монтери бележе веће амплитуде температуре, док старији и мање способни људи бележе мање промене амплитуде. Нека истраживања су показала сезонску варијацију телесне температуре; али то захтева више истраживања  да бисмо дошли до коначног закључка.

### Пулс
Пулс је брзина којом срце куца док пумпа крв кроз артерије, забележено као откуцаји у минути (бпм). Може се назвати и "откуцаји срца" или одраз срчаног рада на периферним артеријама. Поред одређивања брзине откуцаја срца, пулс такође треба да се процени на јачину пулсног таласс и абнормалности ритма. Може се палпирати на радијалној артерији (a.radialis), брахијалној артерији (a.bracchialis), темпоралној артерији (a.temporalis),  поплитеалној артерији (a.poplitea) и дорзалној артерији (a.dorsalis pedis).
Пулс се палпира кажипрстом и средњим прстом тако што се гура чврстим, али благим притиском на горе описане локације, и броји се откуцаји који се осећају на 60 секунди (или на 30 секунди и множе се са два).
Брзина пулса се такође може мерити директним слушањем откуцаја срца помоћу стетоскопа. Пулс може да варира у зависности од вежбања, нивоа кондиције, болести, емоција и лекова.
Пулс такође варира са годинама:
- новорођенче може имати пулс од 100–⁠160 откуцаја у минути,
- новорођенче (0–⁠5 месеци) откуцаје срца од 90–150 откуцаја у минути,
- мало дете (6–⁠12 месеци) откуцаје срца од 80 –140 у минути.
- дете узраста 1–⁠3 године може имати откуцаје срца од 80–⁠130 откуцаја у минути,
- дете од 3–⁠5 година пулс од 80–⁠120 откуцаја у минути,
- старије дете (6–10 година) број откуцаја од 70–⁠110 у минути,
- адолесцент (11–14 година) број откуцаја срца од 60–105 у минути
- Одрасла особа (15+) може имати откуцаје срца од 60–100 у минути.

Слабо пуњен пулс може указивати на неадекватну перфузију ткива, или кључни показатељ индиректног предвиђања систолног крвног притиска пацијента:
- aко се палпира радијални пулс, систолни крвни притисак је генерално већи од 80 ммХг,

- aко се палпира феморални пулс, систолни крвни притисак је већи од 70 ммХг,

- aко се палпира каротидни пулс, систолни крвни притисак је већи од 60 ммХг.

Провера симетрије пулсева је важна јер се асиметрични пулсеви могу јавити у стањима као што су дисекција аорте, коарктација аорте. 
Поред горе наведених параметара, амплитуда и брзина пораст пулса je такође важан фактор. Ниска амплитуда и ниска стопа пораста могу се видети у стањима као што је аортна стеноза, поред стања слабе перфузије. Висока амплитуда и брз пораст пулса могу указивати на стања као што су аортна регургитација, митрална регургитација и хипертрофична кардиомиопатија.

### Крвни притисак
Крвни притисак је битан витални знак за разумевање хемодинамског стања пацијента. Због постојања, много варијабилности међу особама, као и због непоштовања технике мерења у пракси се често добијају погрешни резултати.
Пре мерења притиска требало би да будуи спуњени испуњени сви основни предуслови. Пацијент не би требало да пије било какво пиће са кофеином најмање један сат пре тестирања и не би требало да пуши никотинске производе најмање 15 минута пре мерења притиска. Такоже требало би да пацијент испразне бешику пре провере крвног притиска. Пуна бешика додаје 10 ммХг током очитавања притиска. Препоручљиво је да пацијент седи најмање пет минута пре провере крвног притиска. Лекари не би требало да разговарају са пацијентом док му проверавају крвни притисак. Разговор или активно слушање додаје 10 ммХг очитаним вредностима притиска.Укрштене ноге додају 2 до 4 ммХг очитањима притиска. Руку треба ослонити у нивоу срца. Рука без подршке доводи до повећања од 10 ммХг. Крвни притисак пацијента треба проверити на обе руке, а код млађих пацијената треба га тестирати у горњем и доњем екстремитету како би се искључила коарктација аорте. 
Веома је важно користити исправну величину манжетне. Мање величине манжетне дају лажно висок, а веће величине дају лажно ниже вредности очитаног крвног притиска.
| Старост                    | Приближна старост | Систолни | Систолни       | Дијастолни | Дијастолни     |
| Старост                    | Приближна старост | Ниво     | Типичан пример | Ниво       | Типичан пример |
| -------------------------- | ----------------- | -------- | -------------- | ---------- | -------------- |
| Деца и омладина            | 1 до 12 месеци    | 75-100   | 85             | 50–70      | 60             |
| Деца која су тек проходала | 1 до 4 године     | 80-110   | 95             | 50–80      | 65             |
| Предшколци                 | 3 до 5 година     | 80-110   | 95             | 50–80      | 65             |
| Школарци                   | 6 до 13 година    | 85-120   | 100            | 55–80      | 65             |
| Адолесценти                | 13 до 18 година   | 95-140   | 115            | 60–90      | 75             |

### Дисање
Дисање је витална функција која обезбеђује размену гасова између организма и спољашњег окружење.
Брзина дисања је број удисаја у минути. Нормална брзина дисања је око 12 до 20 удисаја у минути код просечне одрасле особе. У педијатријској старосној групи, то је дефинисано одређеном старосном групом. 
Параметри важни за дисање су: 
Брзина дисања
Стопе веће или ниже од очекиваних називају се тахипнеја и брадипнеја. 
- Тахипнеја се описује као брзина дисања од више од 20 удисаја у минути која се може јавити у физиолошким условима као што су вежбање, емоционалне промене или трудноћа. Патолошка стања као што су бол, пнеумонија, плућна емболија, астма, аспирација страног тела, анксиозна стања, сепса, тровање угљен-моноксидом и дијабетичка кетоацидоза такође се могу манифестовати тахипнејом.
- Брадипнеја описана као вентилација мања од 12 удисаја у минути може се видети због погоршања било ког основног респираторног стања које доводи до респираторне инсуфицијенције или због употребе депресора централног нервног система попут алкохола, наркотика, бензодиазепина или метаболичких поремећаја.
- Апнеја је потпуни престанак протока ваздуха у плућа у трајању од укупно 15 секунди. Појављује се код кардиопулмоналних застоја, опструкција дисајних путева, предозирања наркотицима и бензодиазепинима.

| Приближна старосна граница | Брзина дисања |
| 0-3 месеца                 | 30-60         |
| 3-11 месеци                | 25-60         |
| 1-3 године                 | 20-40         |
| 3-6 година                 | 20-40         |
| 6-12 година                | 14-30         |
| 13 година и више           | 12-20         |
Дубина дисања
Дубина дисања је такође кључни параметар, који може бити: 
- Хиперпнеја се описује као повећана дубина дисања и види се током вежбања и у анксиозним стањима, плућним инфекцијама и конгестивној срчаној инсуфицијенцији.
- Хипервентилација се, с друге стране, описује као повећана брзина и дубина дисања и може се поново видети у анксиозним стањима као што су анксиозност или услед вежбања, али се такође види у патолошким стањима попут дијабетичке кетоацидозе или лактацидозе.
- Хиповентилација описује смањену брзину и дубину вентилације. Ово стање је резултат прекомерне седације, метаболичке алкалозе и у случајевима хиповентилационог синдрома гојазности.

Образац дисања
Образац дисања такође утиче на различите услове и указује на основну патологију. 
- Биотово дисање је стање у коме постоје периоди повећане брзине и дубине дисања, праћени периодима без дисања или апнеје. Оне се могу разликовати по дужини времена. Овај образац указује на повишен интракранијални притисак као код лезија лобање које заузимају простор или стања попут менингитиса.
- Чејн-Стоуксово дисање је посебан образац дисања где постоји повећање дубине вентилације праћено периодима без дисања или апнеје. Ова презентација се јавља у условима повишеног интракранијалног притиска, али се такође види и код прекомерне употребе седатива и погоршања конгестивне срчане инсуфицијенције.
- Кусмаулово дисање се односи на повећану дубину вентилације, иако стопа остаје редовна. Ова презентација је код пацијената са бубрежном инсуфицијенцијом и дијабетичком кетоацидозом.
- Ортопнеја се односи на потешкоће у дисању које се јављају у лежећем хоризонталном положају, али се побољшава када пацијент седи или устане. Карактеристично се види код конгестивне срчанПарадоксално дисње
- Парадоксално дисње се односи на унутрашње померање трбушног или грудног зида током инспирације и кретање ка споља током издисаја, што се види у случајевима парализе дијафрагме, замора мишића и трауме зида грудног коша.

## Показатељи
| Старост     | Удаха у минути | Пулс    | Крвни притисак (систолни) |
| ----------- | -------------- | ------- | ------------------------- |
| Новорођенче | 30—60          | 100—160 | 50—70                     |
| 1-6 недеља  | 30—60          | 100—160 | 70—95                     |
| 6 месеци    | 25—40          | 90—120  | 80—100                    |
| 1 година    | 20—40          | 90—120  | 80—100                    |
| 3 године    | 20-30          | 80—120  | 80—100                    |
| 6 година    | 12-25          | 70—110  | 80—100                    |
| 10 година   | 12-20          | 60—90   | 90—120                    |